# Gregor Hauffe
Gregor Hauffe (* 20. května 1982, Magdeburg) je německý veslař. Je trojnásobným mistrem světa na osmě z let 2009–2011.
Zúčastnil se Letních olympijských her 2008 a 2012. V obou případech byl členem posádky čtyřky bez kormidelníka, která skončila na 6. místě.